# Алексеевка (Саргатский район)
Алексеевка — деревня в Саргатском районе Омской области. В составе Новотроицкого сельского поселения.

## История
Основана в 1922 г. В 1928 г. выселок Алексеевский состоял из 25 хозяйств, основное население — русские. В составе Урусовского сельсовета Саргатского района Омского округа Сибирского края.

## Население
| 1926 | 2010 |
| ---- | ---- |
| 141  | ↘108 |